# 蘇珊娜·貝爾

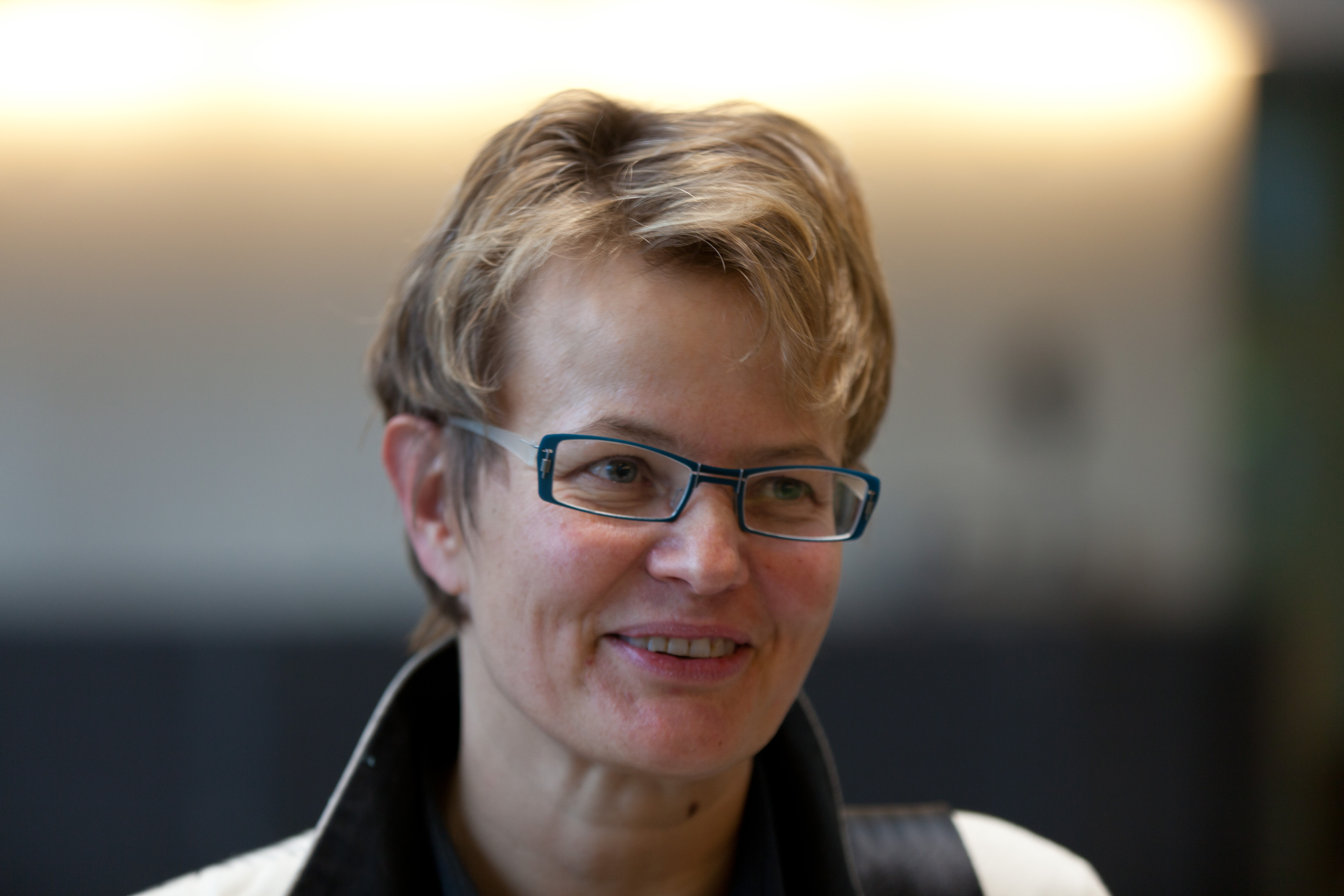
蘇珊娜·貝爾

蘇珊娜·貝爾（德語：Susanne Baer），德國法理學學者，2011年起任德国联邦宪法法院法官，為德國聯邦憲法法院全院16位中在第一庭唯二的女法官之一，也是首位公開出櫃的女同志法官。她於2010年冬季起擔任密西根大学法学院法律教授，也在德國柏林洪堡大學法律學院，擔住公法及性別研究教授及學務處長。

## 早年
1964年2月16日出生於萨尔布吕肯，1983年至1988年間，蘇珊娜·貝爾就讀於柏林自由大学，攻讀德國法律及政治學。1993年在密西根大学法学院取得碩士學位。2003年至2005年間，貝爾獲漢斯柏克勒基金會奬學金在法蘭克福歌德大學攻讀博士學位，論文題目為：《德國與美國職場性騷擾態樣之比較》。

## 職業生涯
在比勒费尔德大学（2001年與2002年期間）及埃尔福特大学（2001年）擔任公法訪問學者。2002年，她推辭了比勒费尔德提供的教職，但很快被任命為柏林洪堡大學的大學教職。在2005年及2006年，她擔任洪堡大學副校長，掌管學生事務及國際事務，同時是跨領域性別研究中心及性別權能中心主任。她主要研究的領域包含：社會文化法律研究、性別研究、反歧視法及比較憲法。
德國聯邦憲法法院法官
2011年2月起由綠黨提名第二位出任德国联邦宪法法院的法官 ，並且也是第一位擔聯邦憲法法院職務的女同志，並已有伴侶。由於她的學術背景及致力於性別平等，也被著名的德國作家費迪南·馮·席拉赫稱許：有蘇珊娜·貝爾這樣的女權人士成為聯邦憲法法院法官，是值得恭賀的事。

## 事件
- 2014年10月27日，貝爾到訪台灣[3] ，針對死刑[4] 、同性婚姻以及性與法律分別發表演說，她支持婚姻平權要直接修改民法一步到位平等的保障同性婚姻[5] 。在世新大學性別研究所所辦理的活動中，她介紹德國性別相關法律的改革歷程及相關案例，並和NGO團體與現場來賓互動，分享同性伴侶的相關法律案例。